# عضلات اللسان

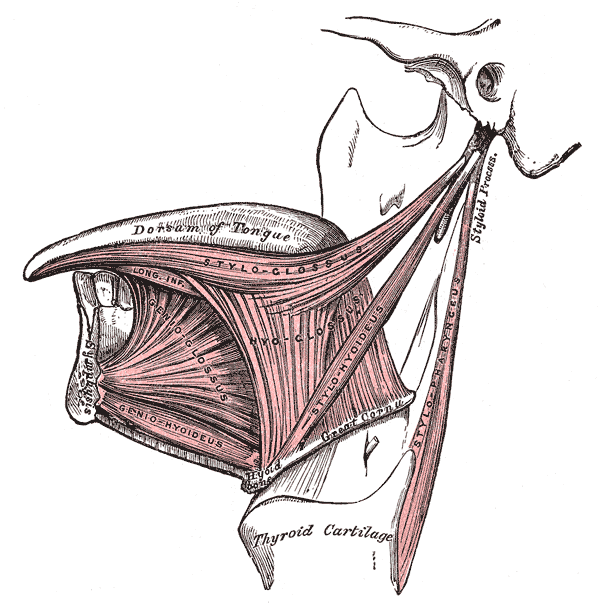

تنقسم عضلات اللسان إلى:
1. عضلات داخلية
2. عضلات خارجية

## عضلات داخلية
تقتصر هذه العضلات على اللسان ولا ترتكز على العظم، وتتألف من ألياف طولانية وومستعرضة وعمودية. 
تُعصب هذه المجموعة من العصب تحت اللسان (Hypoglossal Nerve).

## عضلات خارجية
ترتكز هذه العضلات على العظم والحفاف, وهي الذقنية اللسانية واللامية اللسانية والإبرية اللسانية والعضلة الحنكية اللسانية المرتبطة بالحفاف (الحنك الرخو).
تُعصب كل هذه المجموعة من العصب تحت اللسان (Hypoglossal Nerve) باستثناء الحنكية اللسانية المعصبة من الضفيرة البلعومية المتفرعة من العصب المبهم (Pharyngeal branch of Vagus nerve).